# Памятник Тарасу Шевченко (Горловка)
Памятник Тарасу Шевченко (укр.  Пам'ятник Тарасу Шевченку) — монумент, воздвигнутый в честь украинского поэта, прозаика, художника и этнографа Тараса Григорьевича Шевченко в Горловке.
Памятник-бюст Т.Г.Шевченко установлен на бульваре Димитрова, на том самом месте, где ранее стоял памятник самому Димитрову.
Автор скульптуры - уроженец Горловки, украинский художник и скульптор Петр Иванович Антып, который также является автором ряда других памятников и скульптурных композиций Горловки: основателю города Петру Горлову, бюст Тарасу Шевченко, памятник афганцам, «Аллея ученической славы»).